# Ривера Карбальо, Хулио Адальберто
Хулио Адальберто Ривера Карбальо (исп. Julio Adalberto Rivera Carballo, 2 сентября 1921, Сакатеколука — 29 июля 1973, Сан-Хосе-Гуаиябаль) — военный и политический деятель Сальвадора, основатель Партии национального примирения, президент Сальвадора в 1962—1967 годах.

## Биография
Поступил в Военную академию в 1939 году. В 1944 году окончил её, получил звание младшего лейтенанта (исп. subteniente). В 1954 году он был отправлен в Европу на учёбу в военный колледж итальянской армии в Чивитавеккье. Вернулся в Сальвадор в 1957 году. 26 октября 1960 года принял участие в перевороте, в ходе которого был свергнут президент Хосе Мария Лемус Лопес. 25 января 1961 года вошёл в состав временного правительства Военно-гражданская директория. В следующем году участвовал в президентских выборах как единственный кандидат.
Стал президентом 1 июля 1962 года. Вице-президентом стал адвокат Франсиско Лима Роберто. Правительство Риверы подписало соглашение с Соединёнными Штатами Америки в рамках Союза ради прогресса, провело реформы в социальной и политической сферы для уменьшения влияния левых движений, которые вдохновились идеями и успехом Кубинской революции. Воплощались в жизнь планы по созданию инфраструктуры, в том числе док в порту Акахутла. Также проведена модернизация промышленности, предпринято создание Центральноамериканского общего рынка. На посту президента Риверу сменил генерал Фидель Санчес Эрнандес 1 июля 1967 года. В 1968—1973 годах Ривера работал послом Сальвадора в США.
В годы правления Риверы при его прямой поддержке создана Национал-демократическая организация (ОРДЕН). ОРДЕН был создан с целью завоевания массовой народной поддержки для Партии национального примирения, которая привела Риверу ко власти. ОРДЕН впоследствии стал  военизированной организацией, которая участвовала в репрессиях. Спецслужба «Агентство национальной безопасности Сальвадора» (исп. Agencia Nacional de Seguridad de El Salvador, ANSESAL) контролировалась военными и была подотчётна президенту. И ОРДЕН, и Агентство национальной безопасности Сальвадора созданы генералом Хосе Альберто Медрано, главой разведки и командиром Национальной гвардии. Эти структуры были причастны к созданию эскадронов смерти в начале шестидесятых годов.
Ривера умер от сердечного приступа 29 июля 1973 в Сан-Хосе-Гуаиябале.